# Intensificador d'imatge
El  Intensificador d'imatge  és un dispositiu que rep el feix de radiació romanent i el transforma en llum visible i intensifica la imatge. Entre el fotocàtode i l'Ànode es manté una diferència de potencial sobre 10.000V perquè els electrons emesos pel fotocàtode s'accelerin en direcció de l'Ànode.

## Parts de l'Intensificador
- Tub de vidre: Proporciona duresa i se li fa el buit.
- Carcassa metàl·lica: El protegeix davant de possibles trencaments.
- Element fosforescent d'entrada: Format de Iodur de Cesi. És on xoquen els Raigs X i es converteixen en Fotons de llum visible (Igual que les pantalles intensificadors).
- Fotocàtode: Està enganxat a l'element fosforescent d'entrada. És una capa metàl·lica, normalment de Cesi i d'Antimoni els quals en rebre llum, la transforma en electrons. Aquest procés es denomina fotoemissió.
  - El nombre d'electrons emès pel fotocàtode és directament proporcional a la quantitat de llum que incideix en el. Per tant, el nombre d'electrons és proporcional a la quantitat de raigs X incidents.
- Element fosforescent de sortida: Formada de cristalls de Sulfur de Cadmi i Zinc. Al xocar els electrons és el que produeix la llum. Si volem que aquesta imatge de llum sigui precisa, els electrons han de seguir un camí determinat des del fotocàtode fins a l'element fosforescent de sortida.
  - Cada fotoelectró que arriba a l'element fosforescent de sortida produeix al xocar amb ell, unes 75 vegades més fotons de llum que els que van ser necessaris per crear-lo. El quocient entre el nombre de fotons de llum que es produeix en elelemento fosforescent de sortida i el nombre de fotoelectrons que es produeix en el Elmentos fosforescent d'entrada es denomina:  Guany de flux .
- Lents elecroestáticas: Estan en tota la longitud del tub intensificador d'imatge per tal que els electrons emesos per la superfície del tub intensificador siguin enfocats igual que els raigs de llum.
  - Els electrons arriben a l'element fosforescent de sortida amb energia cinètica alta i contenen la imatge de l'element fosforescent d'entrada en forma reduïda. Uns 3 cm de diàmetre.

### Guany de brillantor
L'augment d'il·luminació de la imatge es deu a l'increment de fotos de llum produïts en l'element fosforescent de sortida, comparat amb el nombre de fotoelectrons de l'element fosforescent d'entrada ia la reducció d'imatge entre l'element fosforescent d'entrada i de sortida. La capacitat del tub intensificador per augmentar la brillantor es diu  guany de brillantor  i és el producte de la  guany de redicción  per la  guany de flux .
| Guany de brillantor = Guany de reducció * Guany de flux |

### Guany de reducció
És el quocient entre el quadrat del diàmetre de l'element fosforescent d'entrada i el quadrat del diàmetre de l'element fosforescent de sortida. La mida de l'element fosforescent de sortida és força estàndard i varia entre 2,5 i 5 cm. La mida de l'element fosforescent d'entrada oscil·la entre 10 i 35 cm. i s'utilitza per a identificar-tubs intensificadors d'imatge.
- EXEMPLE: Quin és el guany de brillantor d'un tub intensificador d'imatge de 17 cm que té un guany de flux de 120 i un element fosforescent de sortida de 2,5 cm?

| {\displaystyle \left({\frac {17^{2}}{2,5^{2}}}\right)\times 120=46\times 120=5.520} |

El guany de brillantor dels intensificadors d'imatge és de 5.000 a 20.000 i disminueix amb la utilització i l'edat del tub. Els tubs intensificadors d'imatge permeten una gran flexibilitat en la manipulació de la informació fluoroscòpica.

## Possibles modalitats de treball
Gairebé totes les imatges fluoroscòpic es veuen en un televisor, tot i que encara funcionen alguns dispositius de mirall. La càmera per serigrafia utilitza pel·lícula de 70, 100 o 105 mm i s'utilitza cada cop més. La càmera de Cineradiografía s'utilitza gairebé exclusivament per cateterisme cardíac.

## Intensificador d'imatge multicamp
Alguns intensificadors d'imatge són multicamp, també anomenats de vegades  Tubs de doble focus o trifoco . Aquests intensificadors Multifocus proporcionen bastant més flexibilitat en tots els exàmens fluoroscòpic i són estàndard en fluoroscòpia digital. Els tubs de doble focus es fabriquen en molts mides, però el més habitual és de 25 cm a 17 cm (25/17). També s'utilitzen amb freqüència els tubs trifocos d'25/17/12 o 23/15/10 (aquest últim també descrit com a 9 "/6"/4 "on ["] és el símbol de polzades).

Aquests números es refereixen al diàmetre de l'element fosforescent d'entrada del tub intensificador d'imatge.

Tots els fotoelectrons que es produeixen en l'element fosforescent d'entrada són accelerats en direcció a l'element fosforescent de sortida. Si es canvia a 17 cm s'augmenta el potencial de les lents electroestàtiques, el que fa que el punt focal dels electrons se separi de l'element fosforescent de sortida. Com a conseqüència, només els fotoelectrons de la part central de 17 cm de diàmetre incideixen sobre l'element fosforescent de sortida. La conseqüència d'aquest canvi de punt focal és la reducció del camp i l'augment de la imatge. L'ús de la dimensió menor en un tub intensificador d'imatge Multifocus sempre dona lloc a una ampliació de la imatge, amb un factor d'augment directament relacionat amb el quocient dels diàmetres dels tubs. Un tub 25/17 en mode 17 cm produirà una imatge 1,5 vegades més gran que la que s'obté treballant a 25 cm.

 La conseqüència d'obtenir una imatge ampliada és que s'obté una imatge més tènue. Perquè el guany de reducció és més petit i hi ha menys fotoelectrons que arriben a l'element fosforescent de sortida. 

Per mantenir el nivell de contrast s'augmenta automàticament el corrent, el que incrementa la dosi que rep el pacient. L'augment de dosi que rep el pacient és aproximadament igual a la relació entre l'àrea d'element fosforescent d'entrada utilitzat o 2,2 vegades (25 ²/17 ²) la dosi obtinguda s'utilitza el tub complet.

Aquest augment de la dosi que rep el pacient produeix una millora en la qualitat de la imatge. La dosi augmenta perquè s'utilitza més fotons per unitat d'àrea per formar la imatge. El resultat és una reducció del soroll i un augment de la resolució del contrast.

La part perifèrica de la imatge queda desenfocada i pateix degeneració de vores, una reducció de brillantor en perifèria.

## Monitoratge de la imatge fluoroscòpica

### Monitoratge òptic
Aquest és un sistema òptic de lents i miralls que augmenten la imatge de l'element fosforescent de sortida i la mostren en una pantalla de vidre. Rep el nom de sistema de miralls òptics i, encara que és adequat, presenta alguns desavantatges. El camp de visió d'un sistema de miralls és molt petit i només pot ser utilitzat per una persona. A més es perd molta llum.

### Monitor de televisió
El sistema de visualització amb monitor de televisió és més costós que el sistema de miralls òptics, però actualment s'utilitza amb freqüència. Si es fa servir un monitor de televisió, l'element fosforescent de sortida del tub intensificador d'imatge es connecta directament al tub d'una càmera de televisió. El tub de càmera de televisió més utilitzat en fluoroscòpia és el Vidicón. La seva superfície sensible d'entrada té la mateixa mida que l'element fosforescent de sortida del tub intensificador d'imatge. el tub de la càmera de TV converteix la imatge lluminosa en un senyal elèctric que s'envia al monitor, on es reconstrueix la imatge a la pantalla.
Un avantatge molt important d'usar un monitor de televisió és que la brillantor i el contrast es controlen de forma electrònica. a més, el monitor de televisió permet que molts observadors vegin la imatge simultàniament, i és possible fins i tot connectar més monitors fora del quart d'examen pota el servei d'altres observadors. El monitor de televisió permet a més gravar les imatges electròniques en cinta per visualització o manipulació posteriors. El monitor de televisió és una part fonamental de l'equip de diagnòstic fluoroscòpic.

### Càmera de televisió
La càmera de televisió està formada per una carcassa cilíndrica de 15 cm de diàmetre i 25 cm de llarg que conté el cor de la càmera, el tub de televisió. Conté també les bobines electromagnètiques que s'utilitzen per dirigir el feix d'electrons dins del tub. Hi ha diversos tipus de càmera de televisió per Fluoroscòpies, els més utilitzats són el Vidicon i el Plumbicon.

## Acoblament de la càmera de televisió
Els tubs dels intensificadors d'imatge i de la càmera de televisió es fabriquen de manera que l'element fosforescent de sortida del tub intensificador d'imatge tingui el mateix diàmetre que la finestra del tub de la càmera de televisió, en general 2,5 cm o 2 cm. Hi ha dues maneres d'unir el tub de la càmera de televisió i el tub intensificador d'imatge.
El mètode més senzill és utilitzar un feix de fibres òptiques. El feix mesura només uns mil·límetres de gruix i conté milers de fibres per mil·límetre quadrat de secció. Un avantatge d'aquest mètode és l'acoblament és que és més senzill i compacte, el que facilita la manipulació de la torre de l'intensificador. L'acoblament és a més molt fort. El seu principal inconvenient és que no permet afegir dispositius addicionals, com càmeres de cinema o de seriografía. Amb aquest tipus d'acoblament és necessari usar cassets carregats amb pel·lícula de seriografía.
Per poder connectar una càmera de cinema o de seriografía es necessita un acoblament mitjançant lents. Aquest tipus d'acoblament és molt més voluminós i ha de ser tractat amb cura. És absolutament necessari que les lents i els miralls estiguin ajustats amb total precisió. Si es mouen s'obtindrà una imatge borrosa. La lent de l'objectiu recull la llum que surt de l'element fosforescent de sortida i la converteix en un feix paral·lel. Per gravar una imatge en pel·lícula s'interromp el feix mitjançant un mirall de tall del feix, de manera que només es transmet a la càmera de televisió una part d'aquest, entre el 10% i el 90%, mentre que la resta es reflecteix cap a la càmera de gravació. La quantitat de reflexió ve determinada pel tipus de càmera i la pel·lícula empleats.